# Providence (Nowy Jork)
Providence – town w Stanach Zjednoczonych, w stanie Nowy Jork, w hrabstwie Saratoga.
Powierzchnia town wynosi 45,09 mi² (około 117 km²). W 2010 roku jego populacja wynosiła 1995 osób, a liczba gospodarstw domowych: 1056. W 2000 roku zamieszkiwało je 1841 osób, a w 1990 mieszkańców było 1360.